# Jan I van Bretagne
Jan I van Bretagne bijgenaamd de Rode (Marzan, circa 1217 - aldaar, 8 oktober 1286) was van 1221 tot aan zijn dood hertog van Bretagne en in 1268 korte tijd graaf van Richmond.

## Levensloop
Jan was de oudste van drie kinderen van hertogin Adelheid van Bretagne en haar echtgenoot Peter Mauclerc. In 1221 volgde hij op amper vierjarige leeftijd zijn moeder op als hertog van Bretagne, maar stond wegens zijn minderjarigheid tot in 1237 onder het regentschap van zijn vader.
Tijdens zijn bewind had hij een aantal conflicten met de bisschop van Nantes en met de Bretoense adel. In 1240 verdreef Jan alle Joden uit Bretagne. 
In 1268 kreeg hij van koning Hendrik III van Engeland het graafschap Richmond toegewezen, dat Jan kort daarna aan zijn zoon Jan II schonk. In 1270 nam hij aan de zijde van koning Lodewijk IX van Frankrijk deel aan de Achtste Kruistocht in Tunis, die mislukte door allerlei ziektes die de Franse legermacht verzwakte en het leven kostte aan Lodewijk IX. 
Onder het bewind van Jan I begon voor het hertogdom Bretagne een periode van vrede die zou duren tot aan het einde van het bewind van hertog Jan III in 1341. In 1286 stierf hij na een bewind van 65 jaar, waarna hij werd bijgezet in de Abdij van Prières.

## Huwelijk en nakomelingen
In 1236 huwde Jan met Blanche (1226-1283), dochter van koning Theobald I van Navarra. Ze kregen acht kinderen:
- Jan II (1239-1305), hertog van Bretagne
- Peter (1241-1268), heer van Dinan, Hade, Léon, Hennebont en La Roche-Derrien
- Alix (1243-1288), vrouwe van Pontarcy, huwde in 1254 met graaf Jan I van Blois
- Theobald (1245-1246)
- Theobald (1247), jong gestorven
- Eleonora (1248), jong gestorven
- Nicolaas (1249-1251)
- Robert (1251-1259)

## Voorouders
| Voorouders van Jan I van Bretagne (1217-1286) | Voorouders van Jan I van Bretagne (1217-1286)                    | Voorouders van Jan I van Bretagne (1217-1286)                    | Voorouders van Jan I van Bretagne (1217-1286)                    | Voorouders van Jan I van Bretagne (1217-1286)                    | Voorouders van Jan I van Bretagne (1217-1286)                        | Voorouders van Jan I van Bretagne (1217-1286)                        | Voorouders van Jan I van Bretagne (1217-1286)                               | Voorouders van Jan I van Bretagne (1217-1286)                               |
| --------------------------------------------- | ---------------------------------------------------------------- | ---------------------------------------------------------------- | ---------------------------------------------------------------- | ---------------------------------------------------------------- | -------------------------------------------------------------------- | -------------------------------------------------------------------- | --------------------------------------------------------------------------- | --------------------------------------------------------------------------- |
| Overgrootouders                               | Robert I van Dreux (1123-1188) ∞ Agnes van Baudement (1130-1202) | Robert I van Dreux (1123-1188) ∞ Agnes van Baudement (1130-1202) | Rudolf I van Coucy (1134-1191 ∞ Agnes van Henegouwen (1142-1168) | Rudolf I van Coucy (1134-1191 ∞ Agnes van Henegouwen (1142-1168) | Godfried IV van Thouars (1133-1189) ∞ Aenor van Lusignan (1122-1204) | Godfried IV van Thouars (1133-1189) ∞ Aenor van Lusignan (1122-1204) | Conan IV van Bretagne (1138-1171) ∞ Margaretha van Huntingdon (1103 - 1136) | Conan IV van Bretagne (1138-1171) ∞ Margaretha van Huntingdon (1103 - 1136) |
| Grootouders                                   | Robrecht II van Dreux (1154-1218) ∞ Yolande de Coucy (1164–1222) | Robrecht II van Dreux (1154-1218) ∞ Yolande de Coucy (1164–1222) | Robrecht II van Dreux (1154-1218) ∞ Yolande de Coucy (1164–1222) | Robrecht II van Dreux (1154-1218) ∞ Yolande de Coucy (1164–1222) | Gwijde van Thouars (-1213) ∞ Constance van Bretagne (1161-1201)      | Gwijde van Thouars (-1213) ∞ Constance van Bretagne (1161-1201)      | Gwijde van Thouars (-1213) ∞ Constance van Bretagne (1161-1201)             | Gwijde van Thouars (-1213) ∞ Constance van Bretagne (1161-1201)             |
| Ouders                                        | Peter Mauclerc (1187-1250) ∞ Adelheid van Bretagne (1200-1221)   | Peter Mauclerc (1187-1250) ∞ Adelheid van Bretagne (1200-1221)   | Peter Mauclerc (1187-1250) ∞ Adelheid van Bretagne (1200-1221)   | Peter Mauclerc (1187-1250) ∞ Adelheid van Bretagne (1200-1221)   | Peter Mauclerc (1187-1250) ∞ Adelheid van Bretagne (1200-1221)       | Peter Mauclerc (1187-1250) ∞ Adelheid van Bretagne (1200-1221)       | Peter Mauclerc (1187-1250) ∞ Adelheid van Bretagne (1200-1221)              | Peter Mauclerc (1187-1250) ∞ Adelheid van Bretagne (1200-1221)              |